# Francesco Zappa (album)
A Francesco Zappa című lemezt Frank Zappa adta ki 1984-ben, a lemezen Francesco Zappa munkáival. Az itáliai zeneszerző aktív periódusa 1763 és 1788 közé tehető, Frank Zappa az egyik kaliforniai egyetem (University of California, Berkeley) könyvtárában talált a munkáira, és az akkor frissen beszerzett Synclavierjára áthangszerelte őket.
Az első napon, miután az Opus 1-et beírta a gépbe és visszahallgattuk, azt gondoltam, "Hoppá, pofás kis darab! Vajon milyen lehet a többi?" David Ocker vagy egy hónapot töltött ennek a töméntelen vonóstriónak a bevitelével – mindegyikük vonóstrió volt, egyébként. Szépen szóltak, én meg azt gondoltam: "Miért ne csinálnánk belőle egy albumot?"
Két hegedűre és egy nagybőgőre íródtak – nem éppen a világ legvonzóbb hangszerösszeállítása. Még ha meg is lett volna ezeknek a hangszereknek a megfelelője szintetizátoron, nem hiszem, hogy túl érdekes album lett volna. Úgyhogy adtam hozzá egy kis színt, és hagytam, hadd beszéljen a zene önmagáért.

## A lemez számai
Minden darab szerzője Francesco Zappa, Synclavieren előadja Frank Zappa.

### Első oldal
1. "Opus I: No. 1 First Movement: Andante" – 3:32
2. "No. 1 2nd Movement: Allegro con brio" – 1:27
3. "No. 2 1st Movement: Andantino" – 2:14
4. "No. 2 2nd Movement: Minuetto grazioso" – 2:04
5. "No. 3 1st Movement: Andantino" – 1:52
6. "No. 3 2nd Movement: Presto" – 1:50
7. "No. 4 1st Movement: Andante" – 2:20
8. "No. 4 2nd Movement: Allegro" – 3:04
9. "No. 5 2nd Movement: Minuetto grazioso" – 2:29
10. "No. 6 1st Movement: Largo" – 2:08
11. "No. 6 2nd Movement: Minuet" – 2:03

### Második oldal
1. "Opus IV: No. 1 1st Movement: Andantino" – 2:47
2. "No. 1 2nd Movement: Allegro assai" – 2:02
3. "No. 2 2nd Movement: Allegro assai" – 1:20
4. "No. 3 1st Movement: Andante" – 2:24
5. "No. 3 2nd Movement: Tempo di minuetto" – 2:00
6. "No. 4 1st Movement: Minuetto" – 2:10

## Külső hivatkozások
- Album details
- Release information
- Francesco Zappa zenei pályája – David Ocker cikke az album fülszövegében; magyar fordítás (zappa PONT);